# Saldus
Saldus ( pronunciació (?·pàg.); alemany: Frauenburg) és un poble del municipi homònim a Letònia. Està situat a la regió històrica de Curlàndia, i segons la distribució administrativa prèvia a la reogranització de l'any 2009, formava part del raion de Saldus. Segons el cens de l'any 2005 el nombre d'habitants era de 12.224 persones.
El 1856 es considera l'any Saldus va ser fundada, quan el consell de Domens' va decidir establir un centre de comerç. Encara que va haver-hi una economia activa a finals del segle xix, i Saldus era el centre cultural de la regió, no va ser reconeguda oficialment com a ciutat fins al 1917. Un dels edificis més antics de la ciutat és l'església de Sant Joan de Saldus. Els documents de 1461 esmenten una església de fusta. S'ha reconstruït diverses vegades. La torre, bombardejada el 1944, va ser reconstruïda els anys 1981-82.
Saldus s'ha desenvolupat com un important centre cultural, educacions, de negocis i de comerç. Hi ha al voltant de 500 empreses autoritzades que operen a Saldus, amb branques principals en la construcció d'edificis, el processament de la fusta i el processament d'aliments. Actualment Saldus també compta amb una vida cultural molt activa, amb músics locals, poetes, pintors i artistes.
Des de 1946 Saldus ha estat la llar de l'Escola de Música Saldus. El 1984, es va fundar l'Escola d'Art de Saldus.

## Personatges notables
- Johann von Besser (1654–1729) – escriptor alemany
- Jānis Blūms (1982–) – jugador de bàsquet
- Ursula Donath (1931–) – atleta alemanya
- Janis Rozentāls (1866–1917) – pintor
- Lea Davidova-Medene (1921–1986) – escultor
- Māris Čaklais (1940–2003) – poeta
- Ēriks Ķiģelis (1955–1985) – músic
- Dons (1984–) – cantant
- Ieva Laguna (1990–) – model

## Agermanaments
Saldus està agermanada amb:
| - Paide, Estònia - Mažeikiai, Lituània - Liederbach am Taunus, Alemany - Lidingö, Suècia | - Stargard Szczeciński, Polònia - Sergiyev Posad, Rússia - Villebon-sur-Yvette, França - Sankt Andrä, Àustria |

## Galeria

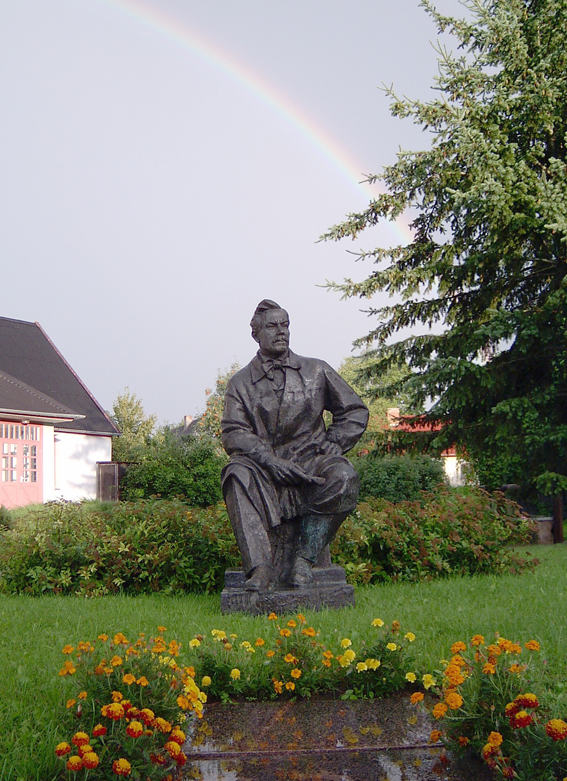
Monument a Janis Rozentāls
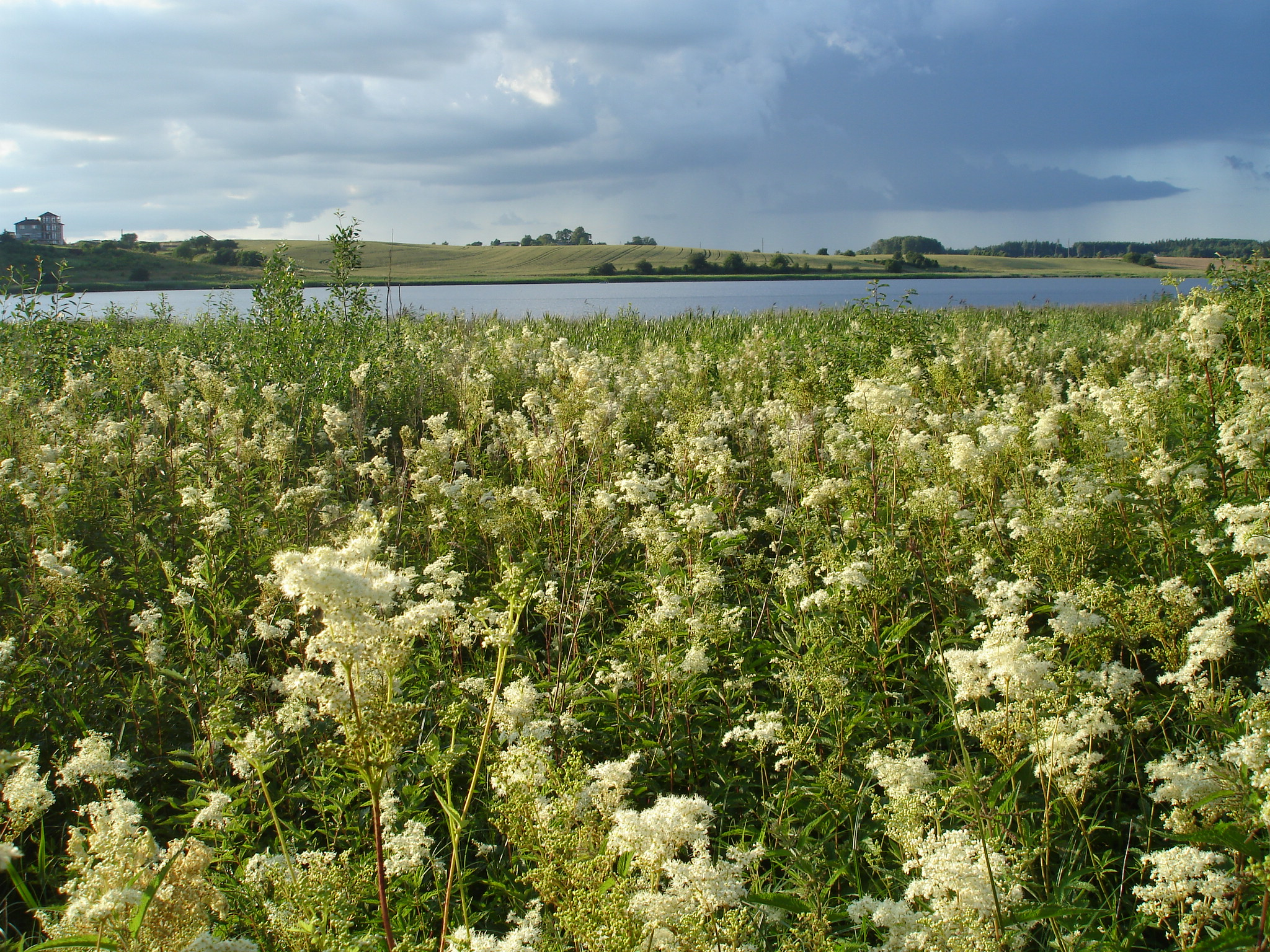
Llac Saldus
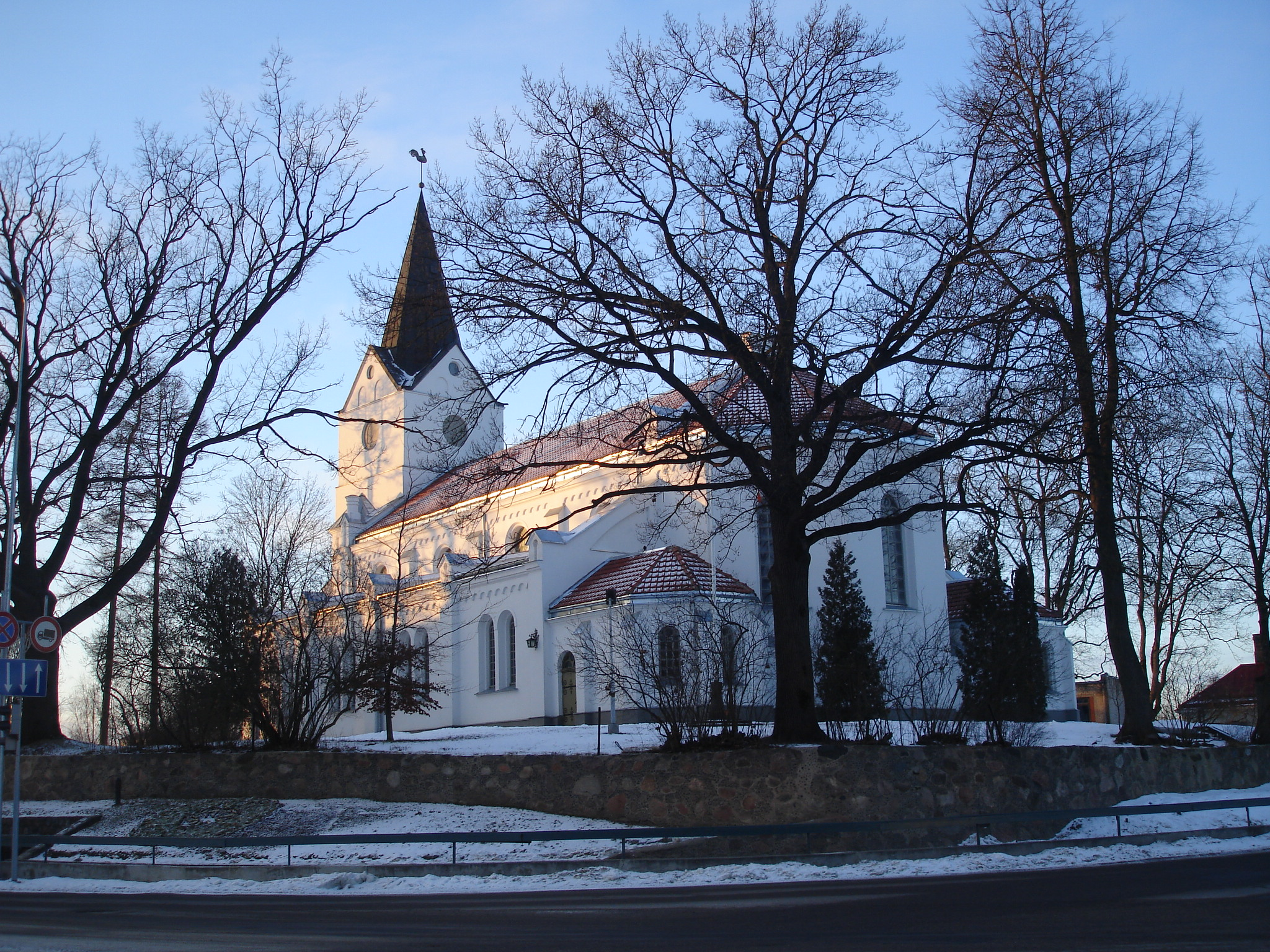
Església luterana de Saldus